# James Bond
James Bond, także agent 007 – postać fikcyjna, szpieg brytyjskiej Secret Intelligence Service (MI6), bohater szeregu powieści Iana Fleminga, protagonista w wielu powieściach i opowiadaniach autorstwa Iana Fleminga. Po śmierci pierwotnego autora dalsze przygody agenta 007 opisywali Kingsley Amis, John Gardner, Raymond Benson, Sebastian Faulks, Jeffery Deaver, William Boyd i Anthony Horowitz.
W 2012 roku James Bond w specjalnie przygotowanym filmie eskortował królową Elżbietę II na Stadion Olimpijski w Londynie z jej pałacu w celu otwarcia XXX Letnich Igrzysk Olimpijskich 2012. Królowa po raz pierwszy w historii zgodziła się zagrać samą siebie w filmie. Rolę Jamesa Bonda zagrał Daniel Craig.
James Bond najbardziej znany jest z serii filmów. Do 2021 roku powstało 25 oficjalnych (wytwórni EON Productions) i 3 niezależne filmy.

## Życiorys
Komandor porucznik (Commander) James Bond, jak dowiadujemy się z filmu Skyfall, urodził się w Szkocji, w tytułowej posiadłości Skyfall. Zawodowo jest wywiadowcą (żołnierzem wywiadu) 007 (podwójne zero ma oznaczać licencję na zabijanie w MI6). Jest przystojnym, inteligentnym i wszechstronnie wykształconym – zna się właściwie na wszystkim – światowcem w nieokreślonym wieku. Ma nienaganne maniery, a edukację pobierał na Uniwersytecie w Cambridge. Nosi eleganckie garnitury, jeździ supersamochodami. Jego ulubionym drinkiem jest martini z wódką („wstrząśnięte, nie mieszane”). Uwielbia towarzystwo pięknych kobiet, ale pozostaje w stanie wolnym (raz był żonaty).
Jak dowiadujemy się z książki Żyje się tylko dwa razy i filmu Skyfall rodzicami Bonda byli Szkot Andrew Bond i Szwajcarka Monique Delacroix. Imię i nazwisko matki 007 pisarz zaczerpnął od pewnej Szwajcarki, z którą był zaręczony. W swej fikcyjnej biografii Bonda John Pearson ustalił datę jego urodzenia na 11 listopada (rocznica zakończenia I wojny światowej) 1920, jednak w żadnej z książek nie ma na to dowodu. Fleming inspirował się rzeczywistym szpiegiem, Serbem Dušanem Popovem, podwójnym agentem zarówno brytyjskim, jak i niemieckim, znanym również z charakteru playboya.

### Aktualna biografia
Z okazji wejścia na ekrany 21. części bondowskiego cyklu, Casino Royale, stworzono nową, oficjalną biografię agenta 007. Jest ona dostępna na stronie internetowej filmu. Wiele spośród jej elementów jest zbieżnych z literacką historią Bonda określoną przez Iana Fleminga, lecz wprowadzono także wiele zmian.
Obecna data urodzenia Jamesa Bonda to 13 kwietnia 1968. Dzień i miesiąc symbolizują premierę książki Casino Royale w 1953, rok jest zaś zgodny z rokiem urodzenia Daniela Craiga. Bond w obecnej wersji przyszedł na świat w Berlinie Zachodnim. Jego rodzice, Andrew i Monique, zginęli w wypadku podczas wspinaczki, wychowuje się więc w hrabstwie Kent pod okiem cioci Charmain.
Podobnie jak napisał Fleming, Bond zostaje wyrzucony z Eton College i uczęszcza do szkoły ukończonej przez jego ojca – Fettes College. W tym samym czasie, w ramach programu wymiany, pobiera też nauki na Uniwersytecie Genewskim. Po ukończeniu Fettes wstępuje do Royal Navy i uczy się w Britannia Royal Navy College w wieku 17 lat.
Nowa biografia odsłania kulisy służby wojskowej Bonda. Dołącza on do Special Boat Service, gdzie otrzymuje rangę komandora, a następnie zostaje przydzielony do jednostki sił specjalnych 030 Special Forces Unit (nawiązanie do 30 Assault Unit, o czym pisał Fleming). Bond służy potajemnie w Iraku, Somalii, Iranie, Libii oraz aktywnie w Bośni. Następnie zostaje rekrutowany do RNR Defence Intelligence Group. W tym czasie uczęszcza na kursy specjalistyczne organizowane przez uniwersytety w Cambridge i Oksfordzie, wypracowując sobie dyplom z języków orientalnych w Cambridge. Wsławia się biegłą znajomością języków – francuskiego, niemieckiego i włoskiego – oraz dość poprawnym pisaniem w językach: greckim, hiszpańskim, chińskim i japońskim w czasie, gdy wstępuje do MI6.
Pełni służbę wojskową w Royal Navy w wieku od 17 do 31 lat, do SIS wstępuje mając 32 lata, a w wieku 38 lat, w roku 2006, otrzymuje status 00.
Zostaje opisany jako jedna z osób poszukujących broni masowego rażenia w Bagdadzie i okolicach na niedługo przed inwazją na Irak. Z jego końcowego raportu wynika, że on i jego zespół niczego nie znaleźli. Jest później rozdrażniony, gdy dowiaduje się, że raport ten został zatuszowany przez kierownictwo w Londynie i Waszyngtonie.

## Książki

### Stworzenie Bonda

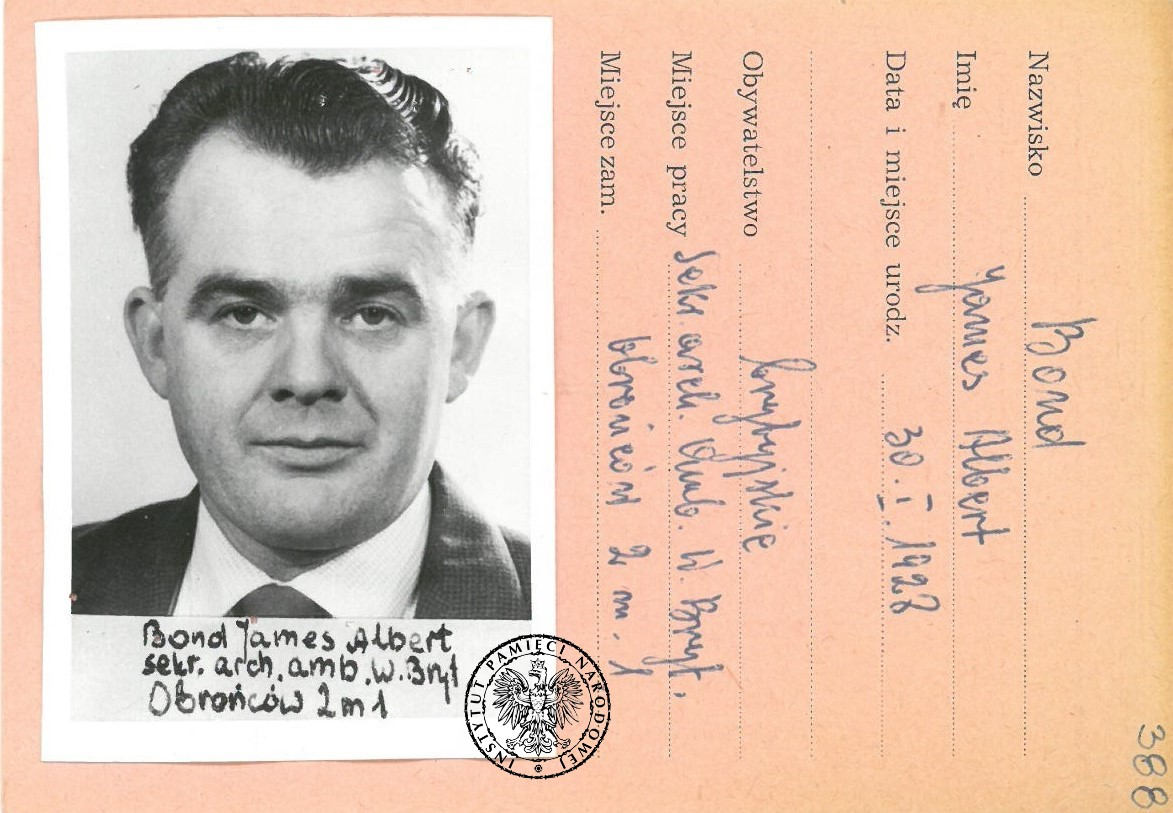
James Albert Bond – sekretarz-archiwista attachatu wojskowego ambasady brytyjskiej w Warszawie

Ian Fleming stworzył postać Jamesa Bonda w lutym 1952 roku, podczas wakacji w swej jamajskiej posiadłości zwanej Goldeneye. Nazwisko agenta 007 zapożyczył od amerykańskiego ornitologa Jamesa Bonda, autora książki Birds of the West Indies (Ptaki Indii Zachodnich), którą posługiwał się – jako ornitolog hobbysta – podczas pobytu w swej willi na Jamajce. W napisanym później liście do żony prawdziwego Bonda stwierdził: „Uderzyło mnie, że to krótkie, nieromantyczne, anglosaskie i do tego bardzo męskie nazwisko było tym, czego potrzebowałem. I tak narodził się drugi James Bond”.
Po napisaniu pierwszej powieści zatytułowanej Casino Royale, Fleming dał rękopis do przeczytania poecie i swemu przyjacielowi, Williamowi Plomerowi. Tekst spodobał się mu na tyle, że przesłał jego kopię znanemu wydawcy – Jonathanowi Cape’owi, który pomimo pewnych zastrzeżeń zdecydował się na publikację książki, również ze względu na szacunek, jakim darzył starszego brata Iana, Petera Fleminga, znanego pisarza powieści przygodowych i podróżniczych, którego książki wydawał już od wielu lat.
W 2020 roku Archiwum Instytutu Pamięci Narodowej ujawniło, że James Albert Bond, brytyjski dyplomata, pracował w ambasadzie Wielkiej Brytanii w Warszawie. Zachowane dokumenty potwierdzają, że prowadził działalność o charakterze wywiadowczym.

### Lista książek o Jamesie Bondzie

#### Ian Fleming
- 1953 Casino Royale[2]
- 1954 Żyj i pozwól umrzeć[3] (ang. Live and Let Die)
- 1955 Moonraker[4]
- 1956 Diamenty są wieczne[5] (ang. Diamonds Are Forever)
- 1957 Pozdrowienia z Rosji[6] (ang. From Russia, with Love)
- 1958 Doktor No[7] (ang. Dr. No)
- 1959 Goldfinger[8]
- 1960 Tylko dla twoich oczu[9] (ang. For Your Eyes Only) – zbiór opowiadań
- 1961 Operacja Piorun[10] (ang. Thunderball)
- 1962 Szpieg, który mnie kochał[11] (ang. The Spy Who Loved Me)
- 1963 W tajnej służbie Jej Królewskiej Mości[12] (ang. On Her Majesty’s Secret Service)
- 1964 Żyje się tylko dwa razy[13] (ang. You Only Live Twice)
- 1965 Człowiek ze złotym pistoletem[14] (ang. The Man with the Golden Gun)
- 1966 Ośmiorniczka[15] (ang. Octopussy and The Living Daylights) – zbiór opowiadań

#### Kingsley Amis(pod pseud. Robert Markham)
- 1968 Pułkownik Sun (ang. Colonel Sun)

#### Christopher Wood
- 1977 James Bond, The Spy Who Loved Me – adaptacja filmu
- 1979 James Bond and Moonraker – adaptacja filmu

#### John Gardner
- 1981 Licence Renewed
- 1982 For Special Services
- 1983 Icebreaker
- 1984 Role of Honour
- 1986 Nobody Lives for Ever
- 1987 No Deals, Mr. Bond
- 1988 Scorpius
- 1989 Win, Lose or Die
- 1989 Licence to Kill – adaptacja filmu
- 1990 Brokenclaw
- 1991 The Man from Barbarossa
- 1992 Death Is Forever
- 1993 Never Send Flowers
- 1994 SeaFire
- 1995 GoldenEye – adaptacja filmu
- 1996 Cold

#### Raymond Benson
- 1997 Zero Minus Ten
- 1997 Jutro nie umiera nigdy (ang. Tomorrow Never Dies) – adaptacja filmu
- 1998 The Facts of Death
- 1999 High Time to Kill
- 1999 Świat to za mało (ang. The World Is Not Enough) – adaptacja filmu
- 2000 DoubleShot
- 2001 Never Dream of Dying
- 2002 The Man with the Red Tattoo
- 2002 Die Another Day – adaptacja filmu

#### Sebastian Faulks
- 2008 Piekło poczeka (ang. Devil May Care)

#### Jeffery Deaver
- 2011 Carte Blanche

#### William Boyd
- 2013 Solo

#### Anthony Horowitz
- 2015 Cyngiel śmierci (ang. Trigger Mortis)
- 2018 Forever and a Day
- 2022 With a Mind to Kill

## Filmy

### Oficjalne (EON Productions)
Wszystkie filmy do 1974 roku stworzył duet producentów, Albert R. Broccoli i Harry Saltzman. Wtedy to Broccoli zajął się kolejnymi częściami samodzielnie. Od 1995 pracę ojca kontynuują córka, Barbara Broccoli oraz pasierb, Michael G. Wilson.
| Lp.   | Tytuł                                  | Tytuł oryginalny                | Rok  | James Bond     | Reżyser            | Przychód – świat (bez inflacji, w $) | Budżet (bez inflacji, w $) | Przychód – świat (z inflacją, w $) |
| ----- | -------------------------------------- | ------------------------------- | ---- | -------------- | ------------------ | ------------------------------------ | -------------------------- | ---------------------------------- |
| 1     | Doktor No                              | Dr. No                          | 1962 | Sean Connery   | Terence Young      | 59 600 000                           | 1 000                      | 440 759 072                        |
| 2     | Pozdrowienia z Rosji                   | From Russia with Love           | 1963 | Sean Connery   | Terence Young      | 78 900 000                           | 2 500 000                  | 576 277 964                        |
| 3     | Goldfinger                             | Goldfinger                      | 1964 | Sean Connery   | Guy Hamilton       | 124 900 000                          | 3 500 000                  | 912 257 512                        |
| 4     | Operacja Piorun                        | Thunderball                     | 1965 | Sean Connery   | Terence Young      | 141 200 000                          | 11 000                     | 1 014 941 117                      |
| 5     | Żyje się tylko dwa razy                | You Only Live Twice             | 1967 | Sean Connery   | Lewis Gilbert      | 111 600 000                          | 9 500 000                  | 756 544 419                        |
| 6     | W tajnej służbie Jej Królewskiej Mości | On Her Majesty’s Secret Service | 1969 | George Lazenby | Peter Hunt         | 87 400 000                           | 7 000                      | 505 899 782                        |
| 7     | Diamenty są wieczne                    | Diamonds Are Forever            | 1971 | Sean Connery   | Guy Hamilton       | 116 000                              | 7 200 000                  | 648 514 469                        |
| 8     | Żyj i pozwól umrzeć                    | Live and Let Die                | 1973 | Roger Moore    | Guy Hamilton       | 161 800 000                          | 7 000                      | 825 110 761                        |
| 9     | Człowiek ze złotym pistoletem          | The Man with the Golden Gun     | 1974 | Roger Moore    | Guy Hamilton       | 97 600 000                           | 7 000                      | 448 249 281                        |
| 10    | Szpieg, który mnie kochał              | The Spy Who Loved Me            | 1977 | Roger Moore    | Lewis Gilbert      | 185 400 000                          | 14 000                     | 692 713 752                        |
| 11    | Moonraker                              | Moonraker                       | 1979 | Roger Moore    | Lewis Gilbert      | 210 300 000                          | 34 000                     | 655 872 400                        |
| 12    | Tylko dla twoich oczu                  | For Your Eyes Only              | 1981 | Roger Moore    | John Glen          | 195 300 000                          | 28 000                     | 486 468 881                        |
| 13    | Ośmiorniczka                           | Octopussy                       | 1983 | Roger Moore    | John Glen          | 187 500 000                          | 27 500 000                 | 426 244 352                        |
| 14    | Zabójczy widok                         | A View to a Kill                | 1985 | Roger Moore    | John Glen          | 152 400 000                          | 30 000                     | 321 172 633                        |
| 15    | W obliczu śmierci                      | The Living Daylights            | 1987 | Timothy Dalton | John Glen          | 191 200 000                          | 40 000                     | 381 088 866                        |
| 16    | Licencja na zabijanie                  | Licence to Kill                 | 1989 | Timothy Dalton | John Glen          | 156 200 000                          | 42 000                     | 285 157 191                        |
| 17    | GoldenEye                              | GoldenEye                       | 1995 | Pierce Brosnan | Martin Campbell    | 353 400 000                          | 60 000                     | 529 548 711                        |
| 18    | Jutro nie umiera nigdy                 | Tomorrow Never Dies             | 1997 | Pierce Brosnan | Roger Spottiswoode | 346 600 000                          | 110 000                    | 478 946 402                        |
| 19    | Świat to za mało                       | The World Is Not Enough         | 1999 | Pierce Brosnan | Michael Apted      | 390 000                              | 135 000                    | 491 617 153                        |
| 20    | Śmierć nadejdzie jutro                 | Die Another Day                 | 2002 | Pierce Brosnan | Lee Tamahori       | 456 000                              | 142 000                    | 543 639 638                        |
| 21    | Casino Royale                          | Casino Royale                   | 2006 | Daniel Craig   | Martin Campbell    | 594 293 106                          | 150 000                    | 669 789 482                        |
| 22    | 007 Quantum of Solace                  | Quantum of Solace               | 2008 | Daniel Craig   | Marc Forster       | 586 090 727                          | 200 000                    | 622 246 378                        |
| 23    | Skyfall                                | Skyfall                         | 2012 | Daniel Craig   | Sam Mendes         | 1 108 561 008                        | 200 000                    | 1 108 561 008                      |
| 24    | Spectre                                | Spectre                         | 2015 | Daniel Craig   | Sam Mendes         | 877 829 870                          | 250 000                    | 877 829 870                        |
| 25    | Nie czas umierać                       | No Time to Die                  | 2021 | Daniel Craig   | Cary Joji Fukunaga |                                      |                            |                                    |
| Razem | Filmy 1-25                             |                                 |      |                |                    | 6 383 983 984                        | 1 548 000                  | 14 699 451 094                     |

Uwzględnienie inflacji dotyczy kursu z lutego 2016 roku

### Niezależne
Niezależnie od wytwórni EON powstały 3 filmy o Jamesie Bondzie: pierwsze, telewizyjne Casino Royale (1954), gdzie grał Barry Nelson, parodia Casino Royale (1967) z Davidem Nivenem i Never Say Never Again (Nigdy nie mów nigdy) z roku 1983, remake Operacji Piorun, gdzie pojawił się Sean Connery.

## Aktorzy
W postać Jamesa Bonda wcielali się następujący aktorzy:

### Produkcje oficjalne
- Sean Connery – 1962–1967, 1971 (6 filmów)
- George Lazenby – 1969 (1 film)
- Roger Moore – 1973–1985 (7 filmów)
- Timothy Dalton – 1987–1989 (2 filmy)
- Pierce Brosnan – 1995–2002 (4 filmy)
- Daniel Craig – 2006–2021 (5 filmów)

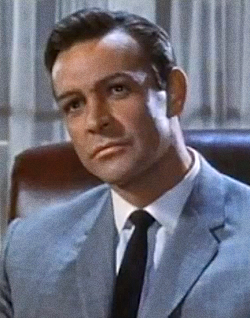
Sean Connery
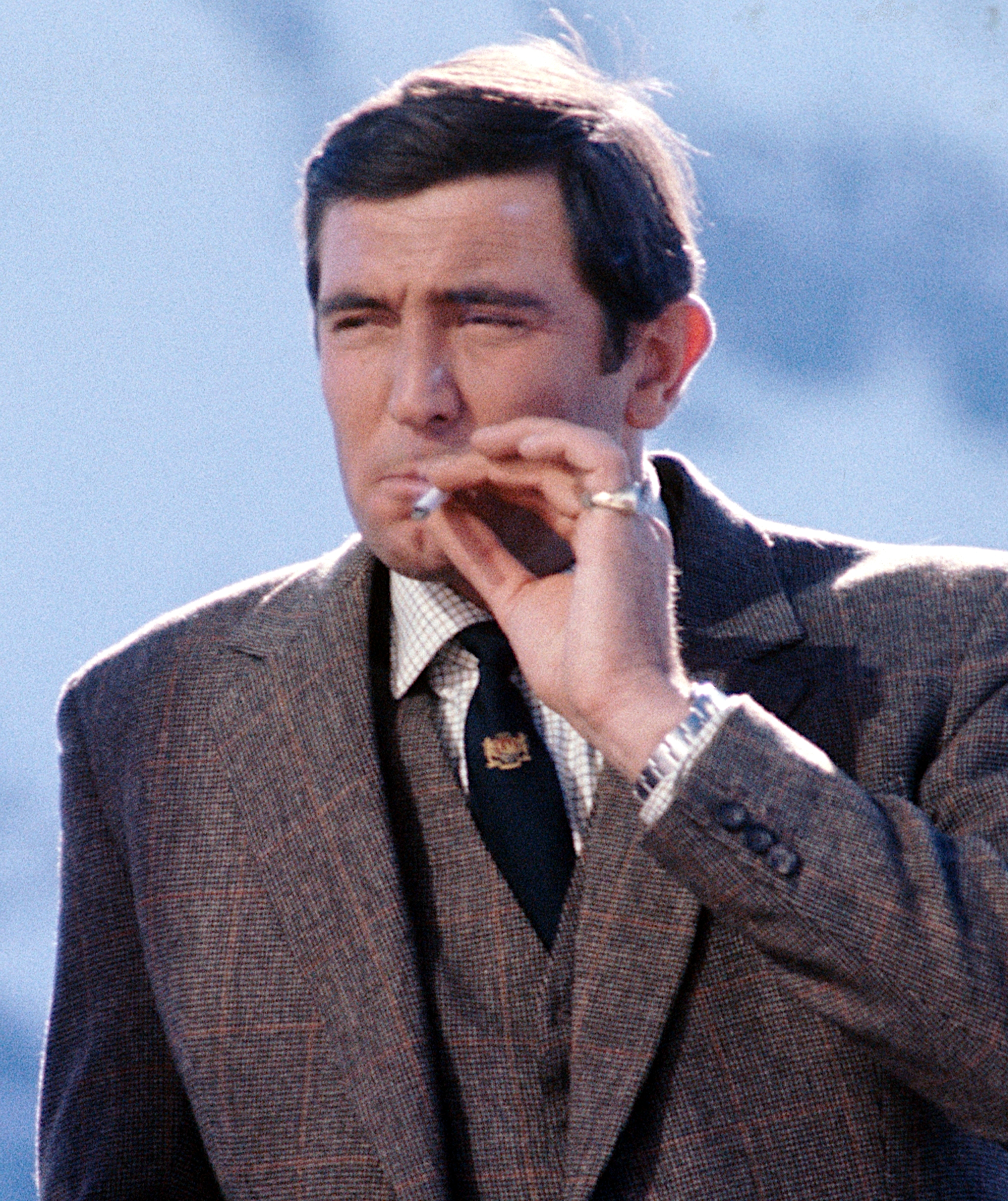
George Lazenby
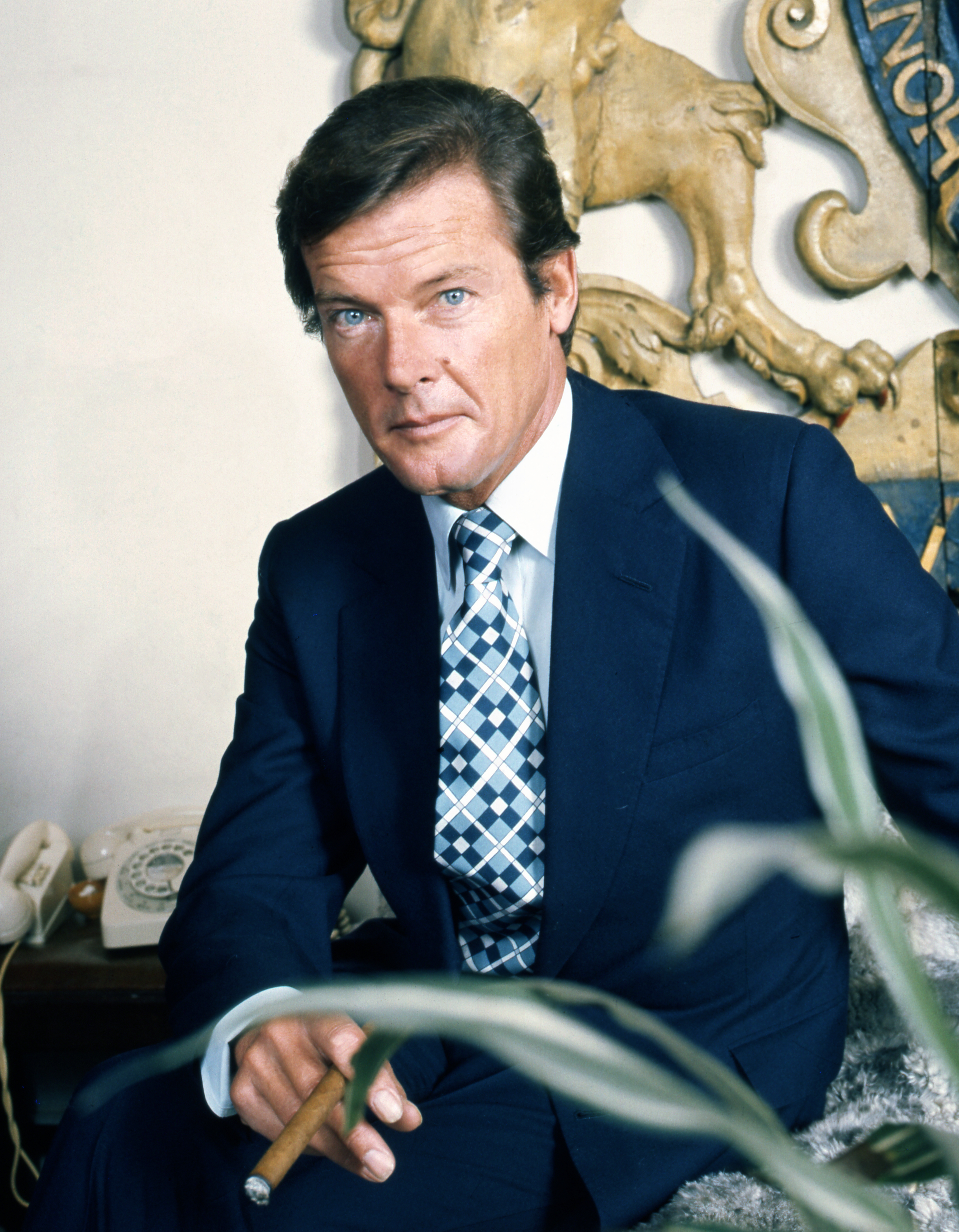
Roger Moore
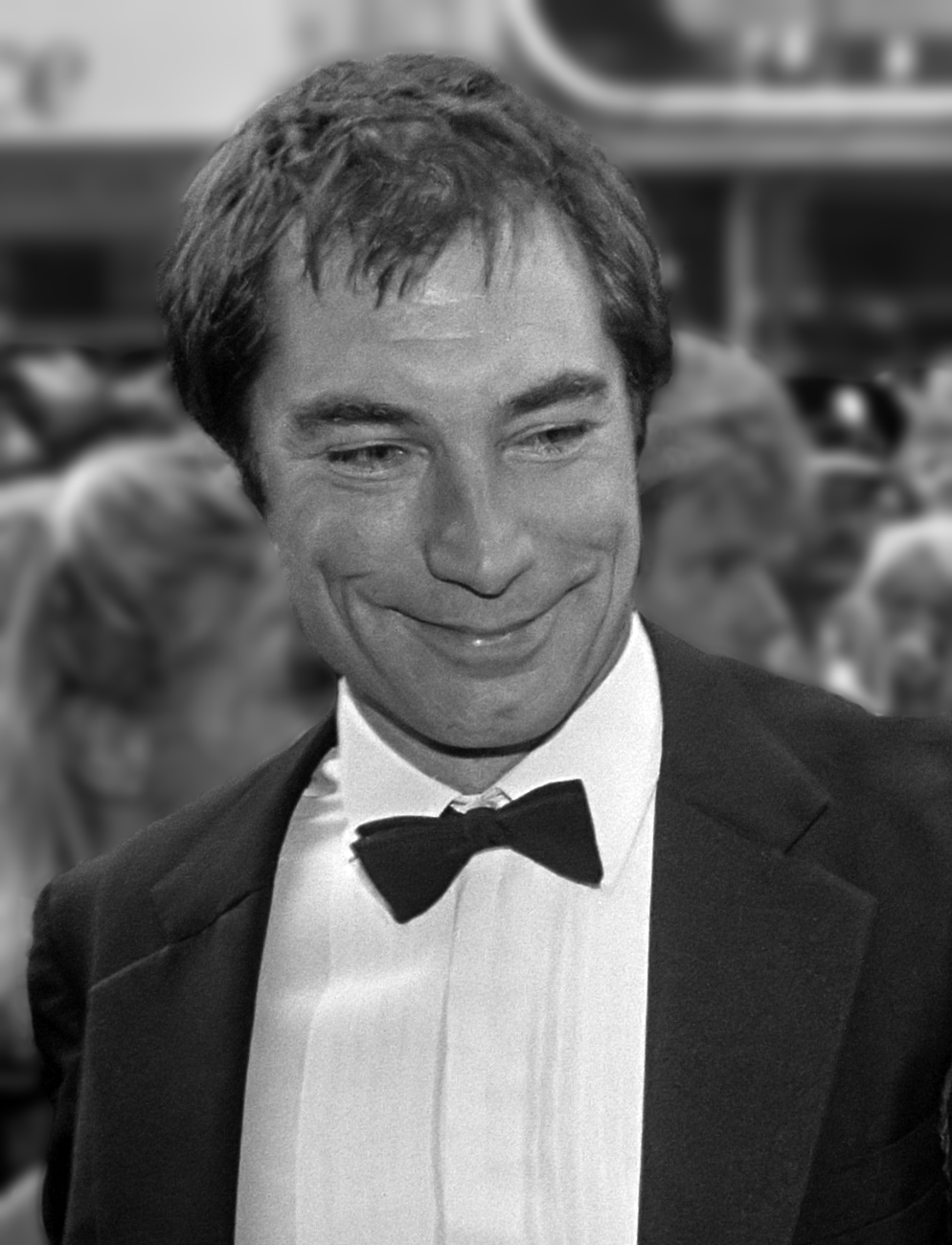
Timothy Dalton
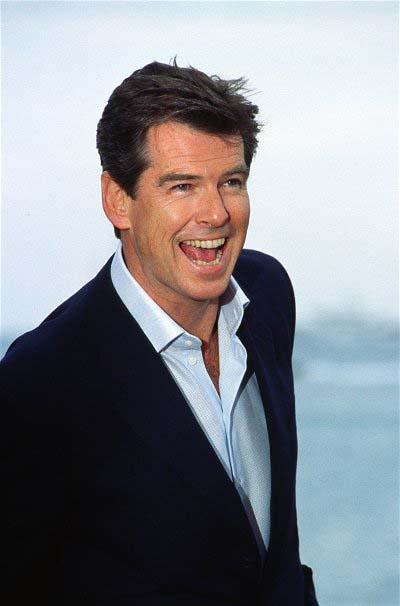
Pierce Brosnan
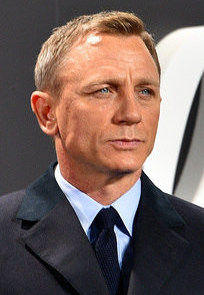
Daniel Craig

### Produkcje niezależne
- Barry Nelson – 1954 (1 film telewizyjny)
- David Niven – 1967 (1 film – parodia)
- Sean Connery – 1983 (1 film)

## Postacie

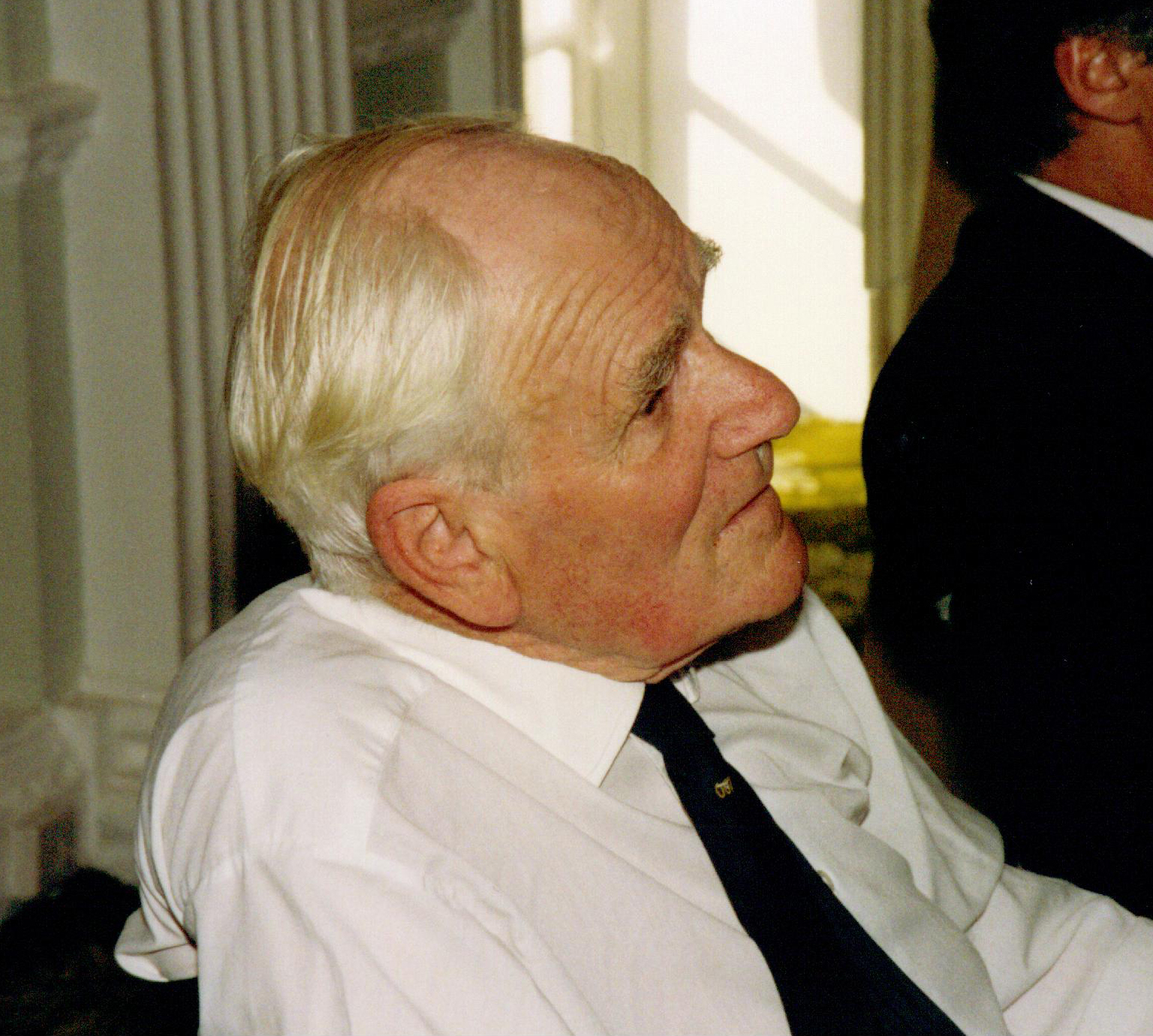
Desmond Llewelyn zagrał rolę Q w 17 filmach serii

Serie książek i filmów o Jamesie Bondzie obfitują w wiele ciekawych postaci, będących sprzymierzeńcami lub przeciwnikami głównego bohatera. Zwierzchnicy 007 i pozostali oficerowie brytyjskiego wywiadu są zwykle określani pojedynczymi literami, jak choćby M czy Q. W powieściach Bond ma dwie sekretarki, Loelię Ponsonby i Mary Goodnight, których role i kwestie w filmach przejęła sekretarka M, Panna Moneypenny. Bond pracuje czasem ze swym przyjacielem z CIA, Felixem Leiterem. W filmach Leiter pojawia się regularnie w produkcjach z udziałem Seana Connery’ego, w jednej z Rogerem Moore’em i obu z Timothym Daltonem. Był jednak tylko dwukrotnie grany przez tego samego aktora. Po nieobecności w filmach z Pierce’em Brosnanem w roli głównej, Leiter powraca w Casino Royale z Danielem Craigiem.
Kobiety, zwłaszcza w filmach, mają nieraz dwuznaczne imiona, prowadzące do nieśmiałych żartów, np. „Pussy Galore” (Goldfinger, imię i nazwisko postaci zaczerpnięto z postaci kobiety, prowadzącej w latach 50. dom publiczny w Nowym Jorku), „Plenty O’Toole” (Diamenty są wieczne), „Mary Goodnight” (Człowiek ze złotym pistoletem), „Dr Christmas Jones” (Świat to za mało) czy „Xenia Onatopp” (GoldenEye, kobiecy czarny charakter, którą podnieca duszenie mężczyzn udami).

### Dziewczyny Bonda
| Film                                                   | Dziewczyna                    | Aktorka       |
| ------------------------------------------------------ | ----------------------------- | ------------- |
| Doktor No                                              |                               |               |
| Honey Ryder                                            | Ursula Andress                |               |
| Miss Taro                                              | Zena Marshall                 |               |
| Sylvia Trench                                          | Eunice Gayson                 |               |
| Pozdrowienia z Rosji                                   |                               |               |
| Sylvia Trench                                          | Eunice Gayson                 |               |
| Tatiana Romanowa                                       | Daniela Bianchi               |               |
| Goldfinger                                             |                               |               |
| Pussy Galore                                           | Honor Blackman                |               |
| Jill Masterson                                         | Shirley Eaton                 |               |
| Tilly Masterson                                        | Tania Mallet                  |               |
| Operacja Piorun                                        |                               |               |
| Domino Derval                                          | Claudine Auger                |               |
| Patricia Fearing                                       | Molly Peters                  |               |
| Fiona Volpe                                            | Luciana Paluzzi               |               |
| Paula Caplan                                           | Martine Beswick               |               |
| Żyje się tylko dwa razy                                |                               |               |
| Kissy                                                  | Mie Hama                      |               |
| Aki                                                    | Akiko Wakabayashi             |               |
| Helga Brandt                                           | Karin Dor                     |               |
| W tajnej służbie Jej Królewskiej Mości                 |                               |               |
| Teresa „Tracy” di Vincenzo (później żona Jamesa Bonda) | Diana Rigg                    |               |
| Ruby                                                   | Angela Scoular                |               |
| Nancy                                                  | Catherina Von Schell          |               |
| Diamenty są wieczne                                    |                               |               |
| Tiffany Case                                           | Jill St. John                 |               |
| Plenty O’Toole                                         | Lana Wood                     |               |
| Thumper                                                | Donna Garrett                 |               |
| Bambi                                                  | Trina Parks                   |               |
| Żyj i pozwól umrzeć                                    |                               |               |
| Miss Caruso                                            | Madeline Smith                |               |
| Solitaire                                              | Jane Seymour                  |               |
| Rosie Carver                                           | Gloria Hendry                 |               |
| Człowiek ze złotym pistoletem                          |                               |               |
| Saida                                                  | Carmen de Sautoy              |               |
| Mary Goodnight                                         | Britt Ekland                  |               |
| Andrea Anders                                          | Maud Adams                    |               |
| Szpieg, który mnie kochał                              |                               |               |
| Mjr Anja Amasova                                       | Barbara Bach                  |               |
| Naomi                                                  | Caroline Munro                |               |
| Moonraker                                              |                               |               |
| Dr Holly Goodhead                                      | Lois Chilles                  |               |
| Corinne Dufour                                         | Corinne Cléry                 |               |
| Manuela                                                | Emily Bolton                  |               |
| Tylko dla twoich oczu                                  |                               |               |
| Melina Havelock                                        | Carole Bouquet                |               |
| Hrabina Lisl                                           | Cassandra Harris              |               |
| Bibi Dahl                                              | Lynn-Holly Johnson            |               |
| Ośmiorniczka                                           |                               |               |
| Ośmiorniczka                                           | Maud Adams                    |               |
| Magda                                                  | Kristina Wayborn              |               |
| Bianca                                                 | Tina Hudson                   |               |
| Zabójczy widok                                         |                               |               |
| Stacey Sutton                                          | Tanya Roberts                 |               |
| May Day                                                | Grace Jones                   |               |
| Jenny Flex                                             | Alison Doody                  |               |
| Pola Ivanova                                           | Fiona Fullerton               |               |
| W obliczu śmierci                                      |                               |               |
| Kara Milovy                                            | Maryam d’Abo                  |               |
| Linda                                                  | Belle Avery (jako Kell Tyler) |               |
| Licencja na zabijanie                                  |                               |               |
| Pam Bouvier                                            | Carey Lowell                  |               |
| Lupe Lamora                                            | Talisa Soto                   |               |
| GoldenEye                                              |                               |               |
| Caroline                                               | Serena Gordon                 |               |
| Xenia Onatopp                                          | Famke Janssen                 |               |
| Natalya Simonova                                       | Izabella Scorupco             |               |
| Jutro nie umiera nigdy                                 |                               |               |
| Paris Carver                                           | Teri Hatcher                  |               |
| Wai Lin                                                | Michelle Yeoh                 |               |
| Prof. Inga Bergstrom                                   | Cecilie Thomsen               |               |
| Świat to za mało                                       |                               |               |
| Elektra King                                           | Sophie Marceau                |               |
| Dr Christmas (Gwiazdka) Jones                          | Denise Richards               |               |
| Dr Molly Warmflash                                     | Serena Scott Thomas           |               |
| Śmierć nadejdzie jutro                                 |                               |               |
| Giacinta „Jinx / Pech” Johnson                         | Halle Berry                   |               |
| Miranda Frost                                          | Rosamund Pike                 |               |
| Casino Royale                                          |                               |               |
| Vesper Lynd                                            | Eva Green                     |               |
| Solange                                                | Caterina Murino               |               |
| 007 Quantum of Solace                                  |                               |               |
| Camille                                                | Olga Kurylenko                |               |
| Strawberry Fields                                      | Gemma Arterton                |               |
| Skyfall                                                |                               |               |
| Sévérine                                               | Bérénice Marlohe              |               |
| Eve Moneypenny                                         | Naomie Harris                 |               |
| Spectre                                                |                               |               |
| Madeleine Swann                                        | Léa Seydoux                   |               |
| Lucia Sciarra                                          | Monica Bellucci               |               |
| Estrella                                               | Stephanie Sigman              |               |
| Nie czas umierać                                       | Madeleine Swann               | Léa Seydoux   |
| Nie czas umierać                                       | Nomi                          | Lashana Lynch |
| Nie czas umierać                                       | Paloma                        | Ana de Armas  |

### Przeciwnicy Bonda
| Film                                   | Przeciwnik                            | Aktor           |
| -------------------------------------- | ------------------------------------- | --------------- |
| Doktor No                              |                                       |                 |
| Dr Julius No                           | Joseph Wiseman                        |                 |
| Profesor Dent                          | Anthony Dawson                        |                 |
| Panna Taro                             | Zena Marshall                         |                 |
| Pozdrowienia z Rosji                   |                                       |                 |
| Ernst Stavro Blofeld                   | Anthony Dawson, Eric Pohlmann (głos)  |                 |
| Rosa Klebb                             | Lotte Lenya                           |                 |
| Donald Grant                           | Robert Shaw                           |                 |
| Kronsteen                              | Władysław Sheybal                     |                 |
| Morzeny                                | Walter Gotell                         |                 |
| Krilenko                               | Fred Haggerty                         |                 |
| Goldfinger                             |                                       |                 |
| Auric Goldfinger                       | Gert Fröbe                            |                 |
| Oddjob                                 | Harold Sakata                         |                 |
| Pussy Galore                           | Honor Blackman                        |                 |
| Operacja Piorun                        |                                       |                 |
| Ernst Stavro Blofeld                   | Anthony Dawson, Eric Pohlmann (głos)  |                 |
| Emilio Largo                           | Adolfo Celi                           |                 |
| Fiona Volpe                            | Luciana Paluzzi                       |                 |
| Vargas                                 | Philip Locke                          |                 |
| Żyje się tylko dwa razy                |                                       |                 |
| Ernst Stavro Blofeld                   | Donald Pleasence                      |                 |
| Osato                                  | Teru Shimada                          |                 |
| Helga Brandt                           | Karin Dor                             |                 |
| W tajnej służbie Jej Królewskiej Mości |                                       |                 |
| Ernst Stavro Blofeld                   | Telly Savalas                         |                 |
| Irma Bunt                              | Ilse Steppat                          |                 |
| Grunther                               | Yuri Borienko                         |                 |
| Diamenty są wieczne                    |                                       |                 |
| Ernst Stavro Blofeld                   | Charles Gray                          |                 |
| Pan Kidd                               | Putter Smith                          |                 |
| Pan Wint                               | Bruce Glover                          |                 |
| Burt Saxby                             | Bruce Cabot                           |                 |
| Dr Metz                                | Joseph Furst                          |                 |
| Peter Franks                           | Joe Robinson                          |                 |
| Doktor                                 | David De Keyser                       |                 |
| Pani Whistler                          | Margaret Lacey                        |                 |
| Żyj i pozwól umrzeć                    |                                       |                 |
| Kananga/Pan Big                        | Yaphet Kotto                          |                 |
| Tee Hee Johnson                        | Julius Harris                         |                 |
| Whisper                                | Earl Jolly Brown                      |                 |
| Baron Samedi                           | Geoffrey Holder                       |                 |
| Rosie Carver                           | Gloria Hendry                         |                 |
| Człowiek ze złotym pistoletem          |                                       |                 |
| Francisco Scaramanga                   | Christopher Lee                       |                 |
| Nick Nack                              | Hervé Villechaize                     |                 |
| Hai Fat                                | Richard Loo                           |                 |
| Chula                                  | Chan Yiu Lam                          |                 |
| Lazar                                  | Marne Maitland                        |                 |
| Szpieg, który mnie kochał              |                                       |                 |
| Karl Stromberg                         | Curt Jurgens                          |                 |
| Jaws                                   | Richard Kiel                          |                 |
| Sandor                                 | Milton Reid                           |                 |
| Naomi                                  | Caroline Munro                        |                 |
| Moonraker                              |                                       |                 |
| Hugo Drax                              | Michael Lonsdale                      |                 |
| Jaws                                   | Richard Kiel                          |                 |
| Naomi                                  | Caroline Munro                        |                 |
| Chang                                  | Toshirō Suga                          |                 |
| Tylko dla twoich oczu                  |                                       |                 |
| Aris Kristatos                         | Julian Glover                         |                 |
| Emile Leopold Locque                   | Michael Gothard                       |                 |
| Erich Kriegler                         | John Wyman                            |                 |
| Hector Gonzales                        | Stefan Kalipha                        |                 |
| Ośmiorniczka                           |                                       |                 |
| Kamal Kahn                             | Louis Jourdan                         |                 |
| Gen. Orlov                             | Steven Berkoff                        |                 |
| Gobinda                                | Kabir Bedi                            |                 |
| Zabójczy widok                         |                                       |                 |
| Max Zorin                              | Christopher Walken                    |                 |
| May Day                                | Grace Jones                           |                 |
| Scarpine                               | Patrick Bauchau                       |                 |
| Dr Carl Mortner                        | Willoughby Gray                       |                 |
| Jenny Flex                             | Alison Doody                          |                 |
| W obliczu śmierci                      |                                       |                 |
| Gen. Georgi Koskov                     | Jeroen Krabbe                         |                 |
| Brad Whitaker                          | Joe Don Baker                         |                 |
| Necros                                 | Andreas Wisniewski                    |                 |
| Licencja na zabijanie                  |                                       |                 |
| Franz Sanchez                          | Robert Davi                           |                 |
| Dario                                  | Benicio del Toro                      |                 |
| Milton Krest                           | Anthony Zerbe                         |                 |
| Truman-Lodge                           | Anthony Starke                        |                 |
| Ed Killifer                            | Everett McGill                        |                 |
| Joe Butcher                            | Wayne Newton                          |                 |
| GoldenEye                              |                                       |                 |
| Alec Trevelyan                         | Sean Bean                             |                 |
| Gen. Arkady Ourumov                    | Gottfried John                        |                 |
| Xenia Onatopp                          | Famke Janssen                         |                 |
| Boris Grishenko                        | Alan Cumming                          |                 |
| Jutro nie umiera nigdy                 |                                       |                 |
| Elliot Carver                          | Jonathan Pryce                        |                 |
| Stamper                                | Götz Otto                             |                 |
| Dr Kaufman                             | Vincent Schiavelli                    |                 |
| Henry Gupta                            | Ricky Jay                             |                 |
| Świat to za mało                       |                                       |                 |
| Viktor Zokas Renard                    | Robert Carlyle                        |                 |
| Elektra King                           | Sophie Marceau                        |                 |
| Bull                                   | Goldie                                |                 |
| Gabor                                  | John Seru                             |                 |
| Sacha Davidov                          | Ulrich Thomsen                        |                 |
| Cigar Girl                             | Maria Grazia Cucinotta                |                 |
| Śmierć nadejdzie jutro                 |                                       |                 |
| Płk Moon/Gustav Graves                 | Will Yun Lee/Toby Stephens            |                 |
| Zao                                    | Rick Yune                             |                 |
| Miranda Frost                          | Rosamund Pike                         |                 |
| Casino Royale                          |                                       |                 |
| Le Chiffre                             | Mads Mikkelsen                        |                 |
| Pan White                              | Jesper Christensen                    |                 |
| Valenka                                | Ivana Miličević                       |                 |
| Alex Dimitrios                         | Simon Abkarian                        |                 |
| Carlos                                 | Claudio Santamaria                    |                 |
| Mollaka                                | Sebastien Foucan                      |                 |
| Gettler                                | Richard Sammel                        |                 |
| Kratt                                  | Clemens Schick                        |                 |
| Steven Obanno                          | Isaach de Bankolé                     |                 |
| Dryden                                 | Malcolm Sinclair                      |                 |
| Fisher                                 | Daud Shah                             |                 |
| 007 Quantum of Solace                  |                                       |                 |
| Dominic Greene                         | Mathieu Amalric                       |                 |
| Pan White                              | Jesper Christensen                    |                 |
| Elvis                                  | Anatole Taubman                       |                 |
| Generał Medrano                        | Joaquín Cosío                         |                 |
| Skyfall                                |                                       |                 |
| Raoul Silva                            | Javier Bardem                         |                 |
| Patrice                                | Ola Rapace                            |                 |
| Spectre                                |                                       |                 |
| Franz Oberhauser/Ernst Stavro Blofeld  | Christoph Waltz                       |                 |
| Pan Hinx                               | Dave Bautista                         |                 |
| C/Max Denbigh                          | Andrew Scott                          |                 |
| Marco Sciarra                          | Alessandro Cremona                    |                 |
| Nie czas umierać                       | Lyutsifer Safin                       | Rami Malek      |
| Nie czas umierać                       | Franz Oberhauser/Ernst Stavro Blofeld | Christoph Waltz |
| Nie czas umierać                       | Valdo Obruchev                        | David Dencik    |
| Nie czas umierać                       | Logan Ash                             | Billy Magnussen |
| Nie czas umierać                       | Primo                                 | Dali Benssalah  |

### Postacie pojawiające się w wielu filmach
| Film                                   | James Bond     | M                                                   | Panna Moneypenny | Q                                     | Felix Leiter      | Sylvia Trench                        | Ernst Stavro Blofeld                 | Generał Gogol      | Sir Frederick Gray                |
| -------------------------------------- | -------------- | --------------------------------------------------- | ---------------- | ------------------------------------- | ----------------- | ------------------------------------ | ------------------------------------ | ------------------ | --------------------------------- |
| Doktor No                              | Sean Connery   | Bernard Lee                                         | Lois Maxwell     | Peter Burton                          | Jack Lord         | Eunice Gayson                        |                                      |                    |                                   |
| Pozdrowienia z Rosji                   | Sean Connery   | Bernard Lee                                         | Lois Maxwell     | Desmond Llewelyn                      |                   | Eunice Gayson                        | Anthony Dawson, Eric Pohlmann (głos) |                    |                                   |
| Goldfinger                             | Sean Connery   | Bernard Lee                                         | Lois Maxwell     | Desmond Llewelyn                      | Cec Linder        |                                      |                                      |                    |                                   |
| Operacja Piorun                        | Sean Connery   | Bernard Lee                                         | Lois Maxwell     | Desmond Llewelyn                      | Rik Van Nutter    | Anthony Dawson, Eric Pohlmann (głos) |                                      |                    |                                   |
| Żyje się tylko dwa razy                | Sean Connery   | Bernard Lee                                         | Lois Maxwell     | Desmond Llewelyn                      |                   | Donald Pleasence                     |                                      |                    |                                   |
| W tajnej służbie Jej Królewskiej Mości | George Lazenby | Bernard Lee                                         | Lois Maxwell     | Desmond Llewelyn                      | Telly Savalas     |                                      |                                      |                    |                                   |
| Diamenty są wieczne                    | Sean Connery   | Bernard Lee                                         | Lois Maxwell     | Desmond Llewelyn                      | Norman Burton     | Charles Gray                         |                                      |                    |                                   |
| Żyj i pozwól umrzeć                    | Roger Moore    | Bernard Lee                                         | Lois Maxwell     |                                       | David Hedison     | Bill Tanner                          |                                      |                    |                                   |
| Człowiek ze złotym pistoletem          | Roger Moore    | Bernard Lee                                         | Lois Maxwell     | Desmond Llewelyn                      | Rublevitch        | Michael Goodliffe                    |                                      |                    |                                   |
| Szpieg, który mnie kochał              | Roger Moore    | Bernard Lee                                         | Lois Maxwell     | Desmond Llewelyn                      | Eva Rueber-Staier |                                      | Walter Gotell                        | Geoffrey Keen      |                                   |
| Moonraker                              | Roger Moore    | Bernard Lee                                         | Lois Maxwell     | Desmond Llewelyn                      |                   |                                      | Walter Gotell                        | Geoffrey Keen      |                                   |
| Tylko dla twoich oczu                  | Roger Moore    |                                                     | Lois Maxwell     | Desmond Llewelyn                      | Eva Rueber-Staier | James Villiers                       | Walter Gotell                        | Geoffrey Keen      | John Hollis, Robert Rietty (głos) |
| Ośmiorniczka                           | Roger Moore    | Robert Brown                                        | Lois Maxwell     | Desmond Llewelyn                      | Eva Rueber-Staier |                                      | Walter Gotell                        | Geoffrey Keen      |                                   |
| Zabójczy widok                         | Roger Moore    | Robert Brown                                        | Lois Maxwell     | Desmond Llewelyn                      | Felix Leiter      |                                      | Walter Gotell                        | Geoffrey Keen      |                                   |
| W obliczu śmierci                      | Timothy Dalton | Robert Brown                                        | Caroline Bliss   | Desmond Llewelyn                      | John Terry        |                                      | Walter Gotell                        | Geoffrey Keen      |                                   |
| Licencja na zabijanie                  | Timothy Dalton | Robert Brown                                        | Caroline Bliss   | Desmond Llewelyn                      | David Hedison     | Valentin Żukowski                    | Jack Wade                            |                    |                                   |
| GoldenEye                              | Pierce Brosnan | Judi Dench                                          | Samantha Bond    | Desmond Llewelyn                      |                   | Michael Kitchen                      | Charles Robinson                     | Robbie Coltrane    | Joe Don Baker                     |
| Jutro nie umiera nigdy                 | Pierce Brosnan | Judi Dench                                          | Samantha Bond    | Desmond Llewelyn                      |                   | Colin Salmon                         |                                      |                    | Joe Don Baker                     |
| Świat to za mało                       | Pierce Brosnan | Judi Dench                                          | Samantha Bond    | Desmond Llewelyn (Q), John Cleese (R) | Michael Kitchen   | Colin Salmon                         | Robbie Coltrane                      |                    |                                   |
| Śmierć nadejdzie jutro                 | Pierce Brosnan | Judi Dench                                          | Samantha Bond    | John Cleese                           |                   | Colin Salmon                         | Pan White                            | René Mathis        |                                   |
| Casino Royale                          | Daniel Craig   | Judi Dench                                          |                  |                                       | Jeffrey Wright    |                                      | Jesper Christensen                   | Giancarlo Giannini |                                   |
| 007 Quantum of Solace                  | Daniel Craig   | Judi Dench                                          | Rory Kinnear     |                                       | Jeffrey Wright    |                                      | Jesper Christensen                   | Giancarlo Giannini |                                   |
| Skyfall                                | Daniel Craig   | Judi Dench, Ralph Fiennes (w scenie kończącej film) | Rory Kinnear     | Naomie Harris                         | Ben Whishaw       |                                      | Ernst Stavro Blofeld                 |                    | Madeleine Swann                   |
| Spectre                                | Daniel Craig   | Ralph Fiennes, Judi Dench (na nagraniu wideo)       | Rory Kinnear     | Naomie Harris                         | Ben Whishaw       | Christoph Waltz                      | Jesper Christensen                   | Léa Seydoux        |                                   |
| Nie czas umierać                       | Daniel Craig   | Ralph Fiennes                                       | Rory Kinnear     | Naomie Harris                         | Ben Whishaw       | Christoph Waltz                      | Jeffrey Wright                       | Léa Seydoux        |                                   |

## Słynne elementy

### Sekwencja początkowa
Od pierwszej oficjalnej części, Doktora No, filmy poprzedzane są charakterystyczną sekwencją. Ukazuje ona widok przez otwór gwintowanej lufy, a w nim sylwetkę Bonda, który przechodzi kilka kroków, po czym nagle odwraca się w bok i strzela. Następnie na ekran spływa czerwień (symbolizując krew przeciwników 007), z kolei światło lufy przemieszcza się w dół ekranu. W Doktorze No stanowi ono później motyw przewodni napisów początkowych, podczas gdy w Pozdrowieniach z Rosji i Goldfingerze światło lufy maleje i znika. Od Operacji Piorun otwiera początkową część filmu, poprzedzającą napisy. Zostało to zmienione w Śmierć nadejdzie jutro – gdy Bond odwraca się i strzela, z lufy pistoletu wydobywa się kula. W Casino Royale pominięty został chód Bonda, a pojawia się jedynie sam strzał, w Quantum of Solace i Skyfall cała sekwencja zostaje pokazana na końcu filmu, natomiast w Nie czas umierać pominięty został rozlew krwi po strzale. Pomimo wszystkich zmian główny charakter sekwencji został zachowany do dziś.

### Sekwencja przedtytułowa
Tuż po sekwencji początkowej w każdym filmie (oprócz Doktora No) pojawia się tzw. sekwencja przedtytułowa, poprzedzająca napisy początkowe. Zazwyczaj sekwencja ta ukazuje agenta 007 kończącego jakąś misję, przed objaśnieniem misji głównej, o której będzie mowa w filmie. Nieraz zadanie Bonda z sekwencji przedtytułowej nie ma nic wspólnego z późniejszą akcją (np. Goldfinger, Tylko dla twoich oczu). Najdłuższą sekwencję przedtytułową – ponad 15-minutową – zawiera Świat to za mało, a najkrótszą – 3 minutową – Casino Royale. Zwykle trwają one od 7 do 10 minut.

### Czołówka
Po sekwencji przedtytułowej pojawia się czołówka. Stanowi ona zwykle artystyczny popis (zachowany najczęściej w konwencji modernizmu) pełen sylwetek nagich i półnagich kobiet, tańczących, skaczących i strzelających z broni. Począwszy od lat 90. szczególnie podkreślone zostało tło graficzne czołówek, związane z tematyką każdego filmu (m.in. symbole upadającego komunizmu w GoldenEye, ropa naftowa w Świat to za mało, symbole karciane w Casino Royale, nagrobki w Skyfall). Czołówki te stały się znakiem firmowym filmów o brytyjskim agencie. Twórcą i najbardziej znanym spośród kreatorów napisów był Maurice Binder, pracujący w latach 1962–1989 nad czternastoma filmami o Bondzie. Opuścił jednak dwie produkcje (Pozdrowienia z Rosji z 1963 i Goldfinger z 1964), do których napisy zaprojektował Robert Brownjohn. Binder powrócił w Operacji Piorun (1965). Po śmierci Bindera, od filmu GoldenEye (1995), czołówki bondowskie projektuje Daniel Kleinman, wykorzystując nieobecną wcześniej, zarówno w filmach, jak i czołówkach, animację komputerową. Wyjątkiem była czołówka Quantum of Solace (2008), zaprojektowana przez Bena Radatza i Tima Fishera, reżyserów z firmy MK12.
Równie charakterystycznym elementem czołówek bondowskich jest przedstawianie w napisach początkowych mniej popularnych członków ekipy filmowej. W latach 60. standardem było umieszczanie w napisach początkowych takich osób jak księgowy, montażysta dźwięku, projektant napisów początkowych czy koordynator kaskaderów. W latach 80. powszechną praktyką, nie tylko w filmach hollywoodzkich, stało się przesunięcie tych zawodów filmowych do napisów końcowych, zostawiając napisy w czołówce tylko dla najważniejszych funkcji i nazwisk. Tymczasem w czołówkach filmów z Bondem takie funkcje wciąż są obecne, jako element bondowskiej tradycji.
Podczas wyświetlania czołówki w tle brzmi główna piosenka filmowa, śpiewana zazwyczaj przez artystę popularnego w danym momencie.

### Zwroty
Po raz pierwszy agent 007 przedstawił się słowami „My name is Bond. James Bond.” w Doktorze No: Sean Connery wypowiada je z papierosem w ustach przy stoliku w kasynie w odpowiedzi na nazwisko partnerki (podane w tym samym stylu). Zwrot ten wszedł do kanonu zachodniej kultury masowej. 21 czerwca 2005 r. American Film Institute umieścił go na 22. miejscu w rankingu najsłynniejszych cytatów w historii kina.
Bond zgodnie ze zwyczajem zamawia w barze „Martini z wódką, wstrząśnięte, nie mieszane”, po raz pierwszy w Goldfingerze (choć słowa te pojawiły się już w Doktorze No – zamówienie takie złożył jeden z przeciwników). Zwrot ten uplasował się na 90. pozycji listy AFI. W Casino Royale po przegranej partii pokera Bond zamawia martini z wódką, a gdy barman pyta: „wstrząśnięte czy zmieszane”, bohater odpowiada: „Mam to gdzieś”. W Quantum of Solace na pytanie o to, co pije, Bond odpowiada René Mathisowi: „Nie wiem. Co piję?”.

### „James Bond powróci...”
Każdy z filmów, oprócz Doktora No (1962) i Operacji Piorun (1965), kończy się napisem „James Bond will return...” lub „James Bond will be back”, następującym podczas napisów końcowych lub po nich. Do Ośmiorniczki (1983) napis ten zawierał także tytuł kolejnego filmu, który planowano nakręcić („James Bond will return in...”). Trzykrotnie zdarzało się jednak, że nazwa sequelu podana w poprzednim filmie była niezgodna z rzeczywistością, co wynikało ze zmian w planach producentów. Po raz pierwszy w przypadku Goldfingera, w którym pojawiła się błędna informacja, że następną częścią będzie W tajnej służbie Jej Królewskiej Mości. Producenci dość szybko zmienili zdanie, więc po stworzeniu pierwszych kopii wprowadzono odpowiednią aktualizację. Po raz drugi zawirowania wokół tytułu kolejnego filmu pojawiły się w 1977 w filmie Szpieg, który mnie kochał. Początkowo James Bond miał powrócić w Tylko dla twoich oczu, jednak twórcy postanowili wykorzystać wielki sukces Gwiezdnych wojen i nakręcić Moonrakera. Trzeci tego typu błąd pojawił się w filmie Ośmiorniczka, w którym stwierdzono, że kolejną częścią będzie Zabójczy widok, zapisane jako From a View to a Kill, a nie, jak się później okazało, A View to a Kill. Dlatego w późniejszych filmach tytuły sequeli zwyczajnie pomijano, pozostawiając jedynie napis „James Bond will return”.

## Plany zdjęciowe
miejsce akcji oraz lokalizacji planu filmowego
     miejsce akcji
     miejsce planu filmowego

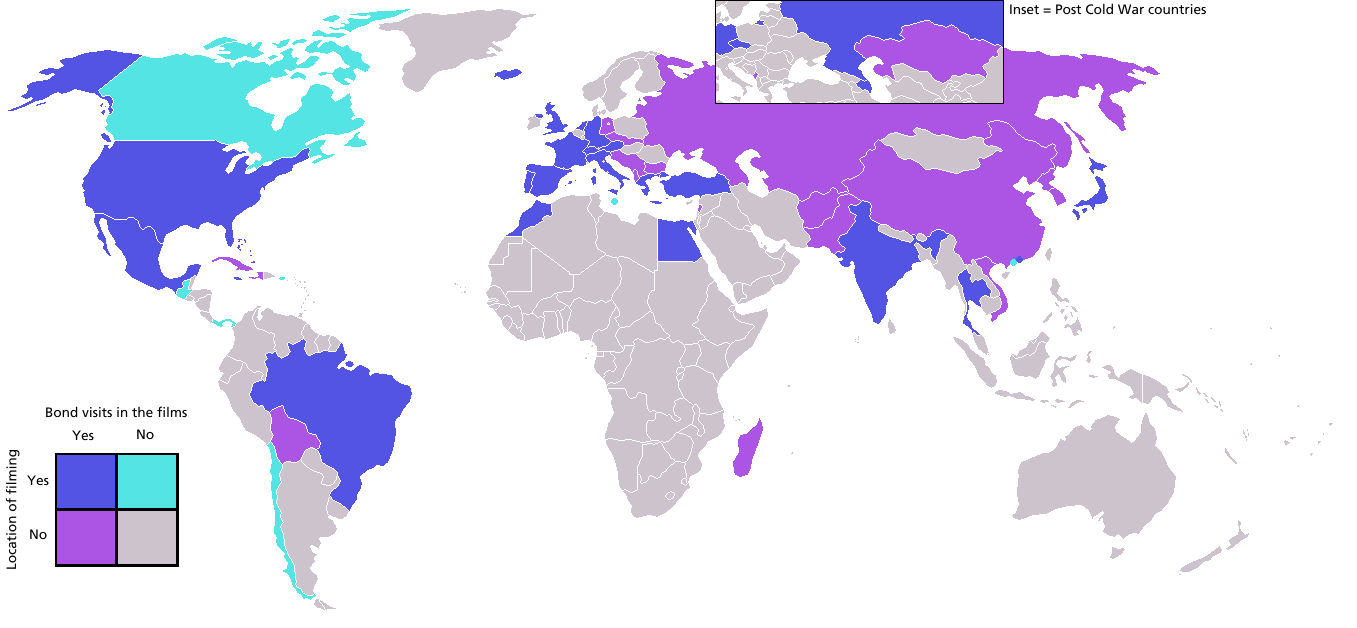
miejsce akcji oraz lokalizacji planu filmowego
miejsce akcji
miejsce planu filmowego

Akcja filmu miała miejsce w 38 państwach na świecie. W Europie plan filmowy lub miejsce akcji miało miejsce w: Jugosławii, Bułgarii, Czarnogórze, Czechosłowacji, Grecji, Turcji, Rosji, Cyprze, Monako, Andorze, Hiszpanii, Portugalii, Francji, Wielkiej Brytanii, Holandii, RFN, Szwajcarii, Włoszech oraz Austrii.

## Muzyka
Słynny motyw The James Bond Theme został napisany przez Monty’ego Normana i wykonany po raz pierwszy przez Orkiestrę Johna Barry’ego dla filmu Doktor No z 1962 roku, jednak rzeczywiste autorstwo muzyki od wielu lat stanowi powód licznych kontrowersji. Niemniej jednak w 2001 Norman wygrał 30 tys. funtów w sprawie sądowej przeciwko brytyjskiemu dziennikowi The Sunday Times, który sugerował, że to Barry był całkowicie odpowiedzialny za skomponowanie utworu. John Barry kontynuował tworzenie oprawy muzycznej w 11 zakontraktowanych filmach. Jest też autorem motywu 007, który pojawia się w kilku produkcjach jako alternatywa The James Bond Theme, oraz popularnego orkiestrowego motywu On Her Majesty’s Secret Service. Zarówno The James Bond Theme, jak i On Her Majesty’s Secret Service doczekały się wielu remake’ów, tworzonych m.in. przez The Art of Noise, Moby’ego, Paula Oakenfolda czy Propellerheads.

### Ścieżki dźwiękowe filmów o Jamesie Bondzie
| Film                                   | Rok  | Kompozytor ścieżki dźwiękowej | Utwór tytułowy                              | Wykonawca utworu tytułowego                                |
| -------------------------------------- | ---- | ----------------------------- | ------------------------------------------- | ---------------------------------------------------------- |
| Doktor No                              | 1962 | Monty Norman                  | 1. „James Bond Theme” 2. „Kingston Calypso” | 1. John Barry & Orchestra 2. Byron Lee and the Dragonaires |
| Pozdrowienia z Rosji                   | 1963 | John Barry                    | „From Russia with Love”                     | Matt Monro                                                 |
| Goldfinger                             | 1964 | John Barry                    | „Goldfinger”                                | Shirley Bassey                                             |
| Operacja Piorun                        | 1965 | John Barry                    | „Thunderball”                               | Tom Jones                                                  |
| Żyje się tylko dwa razy                | 1967 | John Barry                    | „You Only Live Twice”                       | Nancy Sinatra                                              |
| W tajnej służbie Jej Królewskiej Mości | 1969 | John Barry                    | „On Her Majesty's Secret Service”           | John Barry & Orchestra                                     |
| Diamenty są wieczne                    | 1971 | John Barry                    | „Diamonds Are Forever”                      | Shirley Bassey                                             |
| Żyj i pozwól umrzeć                    | 1973 | George Martin                 | „Live and Let Die”                          | Paul McCartney and Wings                                   |
| Człowiek ze złotym pistoletem          | 1974 | John Barry                    | „The Man with the Golden Gun”               | Lulu                                                       |
| Szpieg, który mnie kochał              | 1977 | Marvin Hamlisch               | „Nobody Does it Better”                     | Carly Simon                                                |
| Moonraker                              | 1979 | John Barry                    | „Moonraker”                                 | Shirley Bassey                                             |
| Tylko dla twoich oczu                  | 1981 | Bill Conti                    | „For Your Eyes Only”                        | Sheena Easton                                              |
| Ośmiorniczka                           | 1983 | John Barry                    | „All Time High”                             | Rita Coolidge                                              |
| Zabójczy widok                         | 1985 | John Barry                    | „A View to a Kill”                          | Duran Duran                                                |
| W obliczu śmierci                      | 1987 | John Barry                    | „The Living Daylights”                      | a-ha                                                       |
| Licencja na zabijanie                  | 1989 | Michael Kamen                 | „Licence to Kill”                           | Gladys Knight                                              |
| GoldenEye                              | 1995 | Éric Serra                    | „GoldenEye”                                 | Tina Turner                                                |
| Jutro nie umiera nigdy                 | 1997 | David Arnold                  | „Tomorrow Never Dies”                       | Sheryl Crow                                                |
| Świat to za mało                       | 1999 | David Arnold                  | „The World Is Not Enough”                   | Garbage                                                    |
| Śmierć nadejdzie jutro                 | 2002 | David Arnold                  | „Die Another Day”                           | Madonna                                                    |
| Casino Royale                          | 2006 | David Arnold                  | „You Know My Name”                          | Chris Cornell                                              |
| 007 Quantum of Solace                  | 2008 | David Arnold                  | „Another Way to Die”                        | Jack White, Alicia Keys                                    |
| Skyfall                                | 2012 | Thomas Newman                 | „Skyfall”                                   | Adele                                                      |
| Spectre                                | 2015 | Thomas Newman                 | „Writing’s on the Wall”                     | Sam Smith                                                  |
| Nie czas umierać                       | 2021 | Hans Zimmer                   | „No Time to Die”                            | Billie Eilish                                              |

## Pojazdy i gadżety
Nowoczesne pojazdy i gadżety szpiegowskie z biegiem lat stały się popularnym elementem bondowskich misji. Zazwyczaj okazują się one niezwykle pomocne w rozwiązywaniu wszelkich problemów i pokonywaniu przeciwników.

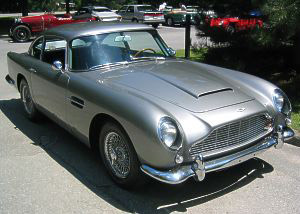
Aston Martin DB5 Coupé

Według wielu miłośników klasyczności pierwszych filmów gadżety ukazywane w ostatnich produkcjach z Pierce’em Brosnanem były zbyt futurystyczne. Dlatego też obecnie producenci starają się ograniczać do niezbędnego minimum zarówno ich ilość, jak i stopień zaawansowania.
Słynnym samochodem Bonda jest srebrno-szary Aston Martin DB5, ukazany w Goldfingerze, Operacji Piorun, GoldenEye, Jutro nie umiera nigdy, Casino Royale, Skyfall, Spectre i „No time to die”.
We wcześniejszych książkach Fleminga, Bond miał zamiłowanie do „bojowo szarych” Bentleyów, a w późniejszych do Astona Martina DB3. John Gardner przyznał z kolei agentowi zmodyfikowanego Saaba 900 Turbo, nazywanego Srebrną Bestią, a następnie Bentleya Mulsanne Turbo.
W najnowszych filmach nieodłącznym gadżetem Bonda jest zegarek, w którym znajdują się np. laser lub żyłka.

### Lista samochodów Bonda
- Dr. No (1962) – Sunbeam Alpine
- Pozdrowienia z Rosji (1963) – Bentley Mark IV
- Goldfinger (1964) – Aston Martin DB5
- Operacja Piorun (1965) – Aston Martin DB5, Bentley Mark II Continental, Cadillac De Ville, Lincoln Continental
- Żyje się tylko dwa razy (1967) – Toyota 2000GT
- W tajnej służbie Jej Królewskiej Mości (1969) – Aston Martin DBS
- Diamenty są wieczne (1971) – Ford Galaxie 500, Ford Mustang
- Żyj i pozwól umrzeć (1973) – Chevrolet Impala
- Człowiek ze złotym pistoletem (1974) – AMC Coupe
- Szpieg, który mnie kochał (1977) – Lotus Esprit
- Moonraker (1979) –
- Tylko dla twoich oczu (1981) – Citroën 2CV, Lotus Esprit Turbo, Lotus Esprit
- Ośmiorniczka (1983) – Alfa Romeo GTV6, Mercedes-Benz W111, Range Rover Classic convertible Conversion
- Zabójczy widok (1985) – Ford LTD, Renault 11
- W obliczu śmierci (1987) – Aston Martin V8 Vantage, Audi 5000
- Licencja na zabijanie (1989) – Lincoln Mark VII LSC, Rolls-Royce Silver Shadow
- Goldeneye (1995) – Aston Martin DB5, BMW Z3
- Jutro nie umiera nigdy (1997) – BMW 750 Li
- Świat to za mało (1999) – BMW Z8
- Śmierć nadejdzie jutro (2002) – Aston Martin Vanquish V12, Ford Fairlane
- Casino Royale (2006) – Aston Martin DBS, Aston Martin DB5, Ford Mondeo MKIV
- Quantum of Solace (2008) – Aston Martin DBS, Range Rover Sport, Volvo S40
- Skyfall (2012) – Aston Martin DB5, Jaguar XJ, Mercedes-Benz W221
- Spectre (2015) – Aston Martin DB10, Aston Martin DB5

### Lista pistoletów Bonda
- Dr. No (1962) – Beretta M1934 (przed oddaniem jej), Walther PP[16] (w filmie błędnie nazwany Waltherem PPK), Walther Olympia
- Pozdrowienia z Rosji (1963) – Walther PPK
- Goldfinger(1964) – Walther PPK
- Operacja Piorun (1965) – Walther PPK
- Żyje się tylko dwa razy – Walther PPK
- W tajnej służbie Jej Królewskiej Mości (1969) – Walther PPK
- Diamenty są wieczne (1971) – Walther PPK
- Żyj i pozwól umrzeć (1973) – Walther PPK
- Człowiek ze złotym pistoletem (1974) – Walther PPK
- Szpieg, który mnie kochał (1977) – Walther PPK
- Moonraker (1979) – Walther PPK
- Tylko dla twoich oczu (1981) – Walther PPK
- Ośmiorniczka (1983) – Walther PPK
- Zabójczy widok (1985) – Walther PPK
- W obliczu śmierci (1987) – Walther PPK, Walther WA 2000
- Licencja na zabijanie (1989) – Walther PPK
- Goldeneye (1995) – Walther PPK
- Jutro nie umiera nigdy (1997) – Walther PPK, Walther P99
- Świat to za mało (1999) – Walther P99
- Śmierć nadejdzie jutro (2002) – Walther P99
- Casino Royale (2006) – Walther P99, HK UMP 9[17]
- Quantum of Solace (2008) – Walther PPK, HK UMP 9[18]
- Skyfall (2012) – Walther PPK

### Lista zegarków używanych przez Jamesa Bonda we wszystkich filmach
- Dr. No (1962) – Rolex Submariner
- Pozdrowienia z Rosji (1963) – Rolex Submariner
- Goldfinger (1964) – Rolex Submariner
- Operacja Piorun (1965) – Rolex Submariner / Breitling Top Time
- Żyje się tylko dwa razy (1967) – Rolex Submariner
- W tajnej służbie Jej Królewskiej Mości (1969) – Rolex Submariner 5513/ Rolex Chronograph 6238
- Diamenty są wieczne (1971) – Rolex Submariner
- Żyj i pozwól umrzeć (1973) – Pulsar LED / Rolex Submariner 5513
- Człowiek ze złotym pistoletem (1974) – Rolex Submariner 5513
- Szpieg, który mnie kochał (1977) – Seiko 0674 LC
- Moonraker (1979) – Seiko M354 Memory-Bank Calendar
- Tylko dla twoich oczu (1981) – Seiko H357 Duo Display / Seiko 7549-7009
- Ośmiorniczka (1983) – Seiko TV Watch / G757 Sports 100
- Zabójczy widok (1985) – Seiko
- W obliczu śmierci (1987) – Rolex Submariner 16800/168000
- Licencja na zabijanie (1989) – Rolex Submariner 16800/168000
- Goldeneye (1995) – Omega Seamaster 2541.80

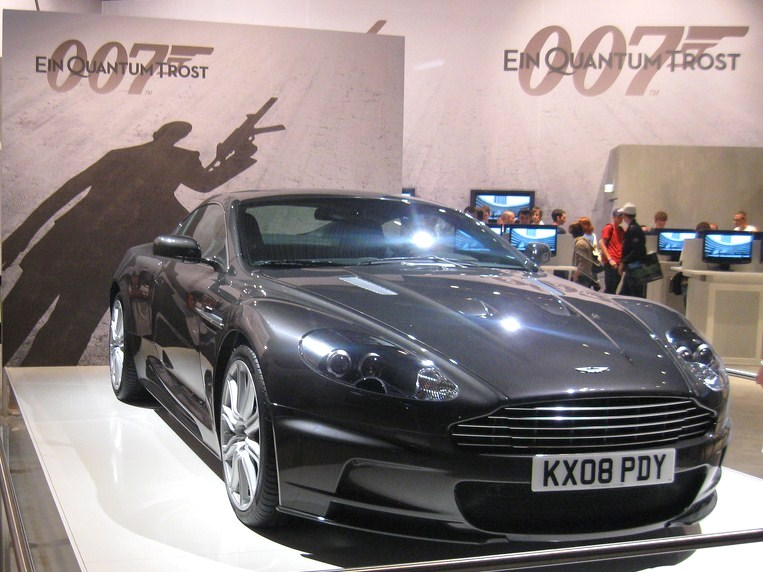
Aston Martin DBS

- Jutro nie umiera nigdy (1997) – Omega Seamaster 2531.80
- Świat to za mało (1999) – Omega Seamaster 2531.80
- Śmierć nadejdzie jutro (2002) – Omega Seamaster 2531.80
- Casino Royale (2006) – Omega Seamaster Planet Ocean 600m/ Omega Seamaster Diver 300M
- Quantum of Solace (2008) – Omega Seamaster Planet Ocean 600M
- Skyfall (2012) – Omega Seamaster Planet Ocean 600M (232.30.42.21.01.001)/ Omega Seamaster Aqua Terra 150M
- Spectre (2015) – Omega (231.10.39.21.03.001)[19]

Lista telefonów komórkowych:
- Jutro nie umiera nigdy (1997) – Ericsson JB988
- Śmierć nadejdzie jutro (2002) – Sony Ericsson T68i
- Casino Royale (2006) – Sony Ericsson K800i
- Quantum of Solace (2008) – Sony Ericsson C902
- Skyfall (2012) – Sony Xperia T
- Spectre (2015) – Sony Xperia Z5 compact

Lista motocykli Bonda:
- Jutro nie umiera nigdy (1997) – BMW R 1200 C
- Skyfall (2012) – Honda CRF 250R

## Gry o Bondzie
- James Bond 007 (1983)
- James Bond - Moonraker (1984)
- James Bond 007: A View to Kill (1985)
- GoldenEye 007 (1997)
- 007 Tomorrow Never Dies (1999)
- 007 Racing (2000)
- 007: Agent Under Fire (2001)
- The World Is Not Enough (2001)
- James Bond 007: NightFire (2002)
- James Bond 007: Everything or Nothing (2003)
- Goldeneye Rogue Agent (2004)
- From Russia With Love (2005)
- Quantum of Solace (2008)
- GoldenEye 007 (remake) (2010)
- 007: Blood Stone (2010)
- GoldenEye 007: Reloaded (2011)
- 007 Legends (2012)